# KBCニュース ハーツトゥハーツ
『KBCニュース ハーツトゥハーツ』（ケイビーシーニュース ハーツトゥハーツ）は、1989年4月3日から1992年10月2日まで九州朝日放送（KBCテレビ）で平日夕方に放送されていた福岡県向けのローカルニュース番組。『ニュースシャトル ANN』→『600ステーション ANN』（後の『ANN 600ステーション』）→『ANN STATION EYE』（後の『ステーションEYE ANN』）の福岡県ローカルパートに相当する。

## 概要
1989年3月31日まで同局で放送されていた『KBCニュースプラザ』の後継番組としてスタート。放送スタイルは基本的に『KBCニュースプラザ』を引き継いだもので、『ニュースシャトル ANN』のローカルパートとして放送されていた初期においては35分枠だったが、『600ステーション ANN』のローカルパートとして放送されるようになった1989年10月2日以降は18:30からの25分枠に縮小されていた。
この番組が放送されていた当時は、東京の民放テレビ局各社が夕方のニュース番組を大型化していた時期である。それに伴い、九州朝日放送と同じく福岡県内を放送対象エリアとするテレビ西日本はニュース枠を『TNCスーパータイム NEWS&SPORTS』に統合し、さらにRKB毎日放送や福岡放送もこれら全国ニュースとの連携を強化した。そうした中で、1992年10月2日をもって3年半の放送に幕を閉じ、1992年10月5日放送開始の後継番組『KBCニュースピア』へとバトンタッチした。
ちなみに、この番組最後のキャスターを務めていた松井伸一は、番組終了後はFM九州（現・CROSS FM）へ出向し、同局の開局に尽力。さらに、九州朝日放送を定年退社した後は、FM九州が西日本新聞色を強めたこともあって同局へ完全移籍した。

## 放送時間
- 月曜 - 金曜 18:20 - 18:55（1989年4月3日 - 1989年9月29日）
- 月曜 - 金曜 18:30 - 18:55（1989年10月2日 - 1992年10月2日） - 放送枠が25分に縮小。

## 歴代キャスター

### 男性
- 松井伸一（当時九州朝日放送アナウンサー）
- 近藤久夫（当時九州朝日放送アナウンサー、元ANNボン支局長、現大分朝日放送総務局長[1]）
- 吉田俊之[2]

### 女性
- 小山田京子（当時九州朝日放送アナウンサー）
- 久村洋子（当時九州朝日放送アナウンサー）
- 大岡千嘉子[2]（当時九州朝日放送アナウンサー）

## 週末ニュース
- 週末版は独自のタイトル表記は無かったが、1990年10月6日から1993年3月28日までに『ANN 530ステーション』の後半の内容を伝えていた。